# دانيال بروس (لاعب كرة قدم)
دانيال بروس (بالإنجليزية: Daniel Bruce)‏ هو لاعب كرة قدم بريطاني في مركز الوسط، ولد في 13 مايو 1996 في وارينغتون في المملكة المتحدة. لعب مع نيو مكسيكو يونايتد.